# Patrick Rothfuss

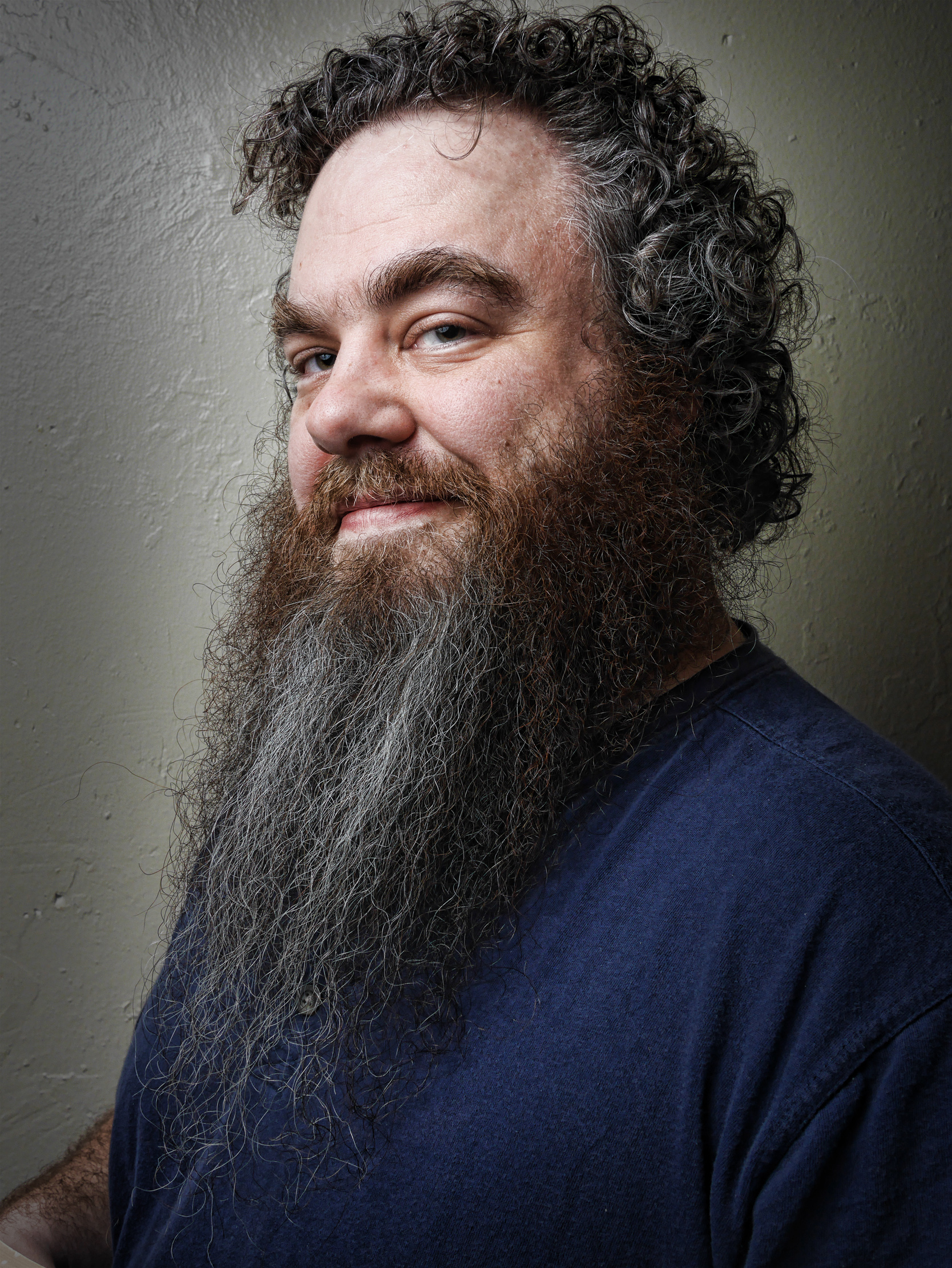
Patrick Rothfuss (2014)

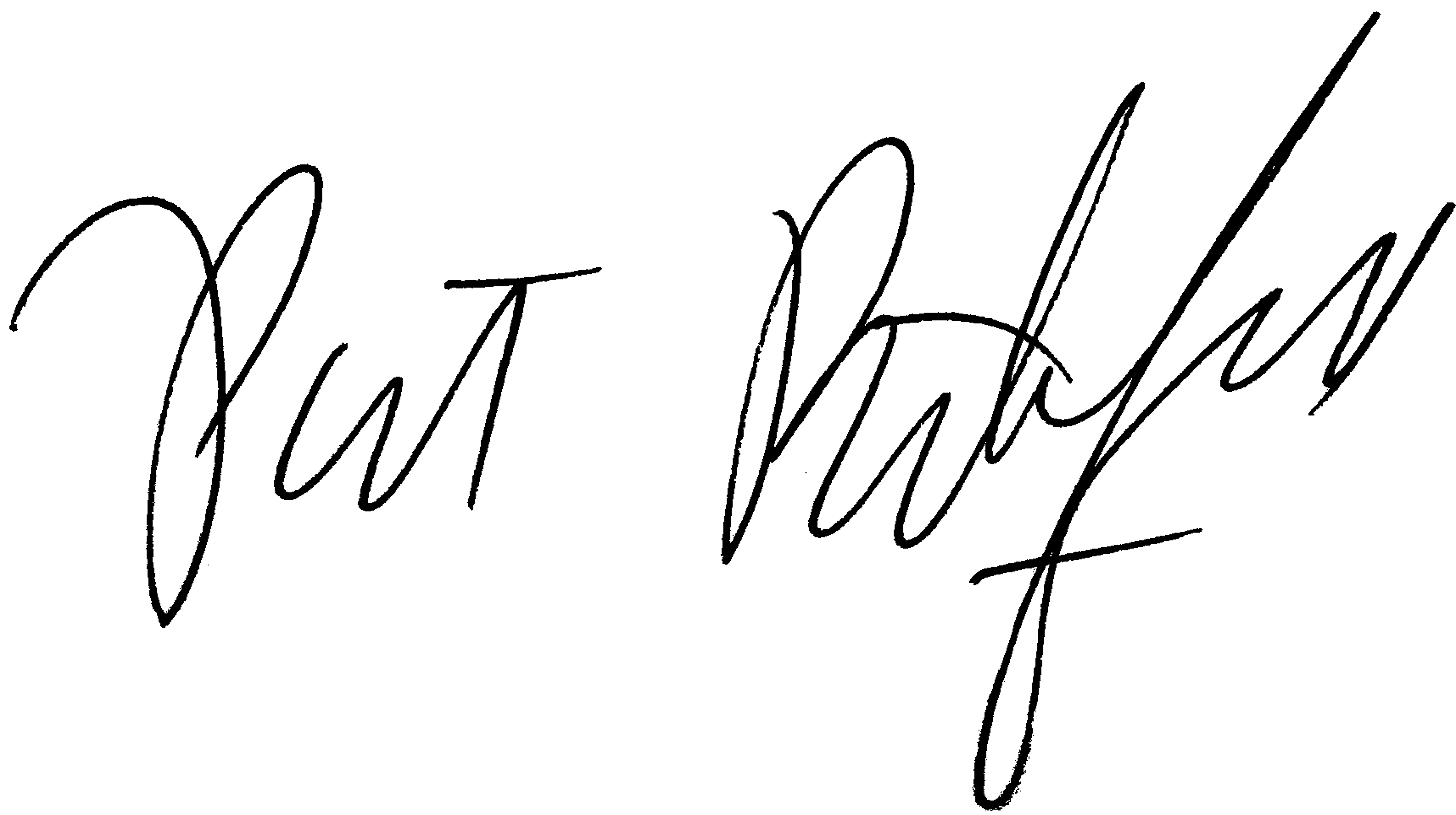

Patrick James Rothfuss (* 6. Juni 1973 in Madison, Wisconsin, USA) ist ein US-amerikanischer Fantasy-Schriftsteller.

## Leben
1991 begann Patrick Rothfuss sein Studium an der Universität von Wisconsin-Stevens Point, das er 1999 mit einem Bachelor of Arts abschloss. An der Washington State University setzte er sein Studium fort und graduierte 2002 mit einem Master of Arts in Englisch. Bereits während seines Bachelor-Studiums  arbeitete er als Schreibtutor. Nach dem Studium zog er mit seiner Freundin Sarah nach Stevens Point zurück, wo er heute noch lebt. Dort widmete er sich seinem ersten Buch, an dem er bereits während seines Bachelor-Studiums zu schreiben begonnen hatte. Eine Weile arbeitete er zudem als Dozent an der Universität von Wisconsin-Stevens Point im Fachbereich Englisch.
Im März 2007 veröffentlichte er sein erstes Buch The Name of the Wind, das im selben Jahr mehrfach als bestes Buch des Jahres und unter anderem mit dem Quill Award ausgezeichnet wurde. Bei Vorstellung der 2008 erschienenen deutschen Übersetzung Der Name des Windes wertete Denis Scheck in seiner Sendung Druckfrisch das Buch als „die überzeugendste Fantasy seit Tolkiens Der Herr der Ringe“.
Laut seiner Website wurde er wegen des oft schlechten Wetters und in Ermangelung eines Kabel-Fernsehers zum begeisterten Leser. Sein langjähriges Studium war gekennzeichnet durch wechselnde Schwerpunktsetzungen, die ihn erst zum Chemieingenieur, später zu einer Karriere in der klinischen Psychologie befähigen sollten. Zuletzt galt sein Studienziel auch offiziell als „ungeklärt“, und er studierte einfach alles, was ihn interessierte. In dieser Zeit nahm er viele Gelegenheitsarbeiten an. Er begann für die Campus-Zeitung die Kolumne College Survival Guide zu schreiben, woran er bis zum heutigen Tag festhält, und zugleich die Arbeit an einem sehr langen Fantasy-Roman mit dem Titel The Song of Flame and Thunder aufzunehmen. Nach Abschluss des Romans legte er ihn ohne Erfolg mehreren Verlagen vor, gewann aber mit einem Auszug daraus (The Road to Levinshir) den unter Science-Fiction-Autoren angesehenen Wettbewerb Writers of the Future 2002 im 2. Quartal. Erst ein Gespräch mit Kevin J. Anderson in einem Autorenworkshop sicherte ihm einen Vertrag mit dem Literaturagenten Matt Bialer, dem es schließlich gelang, den Roman an den Verlag DAW Books zu verkaufen – allerdings nun angelegt als Trilogie und unter dem neuen Titel The Kingkiller Chronicle, wovon The Name of the Wind den ersten Teil bildet.
Von 2015 bis 2018 betrieb Rothfuss zusammen mit Max Temkin einen Podcast namens Unattended Consequences.
Die von ihm 2008 gegründete Wohltätigkeitsorganisation Worldbuilders sammelt Spenden für Heifer International. Bis 2021 veranstaltete Rothfuss dafür Livestreams. Im Dezember 2021 versprach er, beim Zustandekommen von bestimmten Spendenbeiträgen den Prolog zum dritten Roman The Doors of Stone zu verlesen und ein Kapitel des Buches zu veröffentlichen. Nachdem die Beträge zustande kamen, verlas er in der Tat den Prolog, das Kapitel wurde bisher aber nicht veröffentlicht. Auch weitere Livestreams in den Folgejahren fanden nicht statt (Stand: Juli 2024).

## Werke
The Kingkiller Chronicle
1. The Name of the Wind. Daw Books (Penguin Books), New York 2007, ISBN 978-0-7564-0407-9.
2. The Wise Man's Fear.  Daw Books, New York 2011, ISBN 978-0-7564-0473-4.
3. The Doors of Stone, Titel in Planung,[9] ISBN 978-0-575-08144-4[10]

Auf der Kingkiller Chronicle basierend
1. Novelle über Bast – The Lightning Tree, in:  George R. R. Martin & Gardner Dozois (Hrsg.), Rogues, Bantam Spectra, 2014, ISBN 978-0-345-53726-3.
2. Novelle über Auri – The Slow Regard of Silent Things, Daw Books, New York 2014, ISBN 978-0-7564-1043-8.
3. erweiterte Neufassung der Novelle über Bast – The Narrow Road Between Desires, Daw Books, New York 2023, ISBN 978-0-7564-1917-2.
4. Novelle über Laniel Wiederjung – The Tale of Laniel Young-Again, Titel in Planung[11]

Andere
1. The Adventures of the Princess and Mr. Whiffle: The Thing Beneath the Bed. Subterranean Press, Burton 2010, ISBN 978-1-59606-313-6
2. The Adventures of the Princess and Mr. Whiffle: The Dark of Deep Below. Subterranean Press, Burton 2013, ISBN  978-1-59606-619-9

### Übersetzungen
Bücher
Die Königsmörder-Chronik:
→ Hauptartikel: Die Königsmörder-Chronik
1. Der Name des Windes: Die Königsmörder-Chronik. Erster Tag. Übersetzer: Jochen Schwarzer. Klett-Cotta Verlag, Stuttgart 2008, ISBN 978-3-608-93815-9.
2. Die Furcht des Weisen, Teil 1: Die Königsmörder-Chronik. Zweiter Tag. Übersetzer: Jochen Schwarzer und Wolfram Ströle. Klett-Cotta Verlag, Stuttgart 2011, ISBN 978-3-608-93816-6.
3. Die Furcht des Weisen, Teil 2: Die Königsmörder-Chronik. Zweiter Tag. Übersetzer: Jochen Schwarzer und Wolfram Ströle. Klett-Cotta Verlag, Stuttgart 2012, ISBN 978-3-608-93926-2.[12]

Sonstige:
1. Die Musik der Stille. Übersetzer: Jochen Schwarzer. Klett-Cotta Verlag, Stuttgart 2015, ISBN  978-3-608-96020-4. Ein Roman aus der Welt der »Königsmörder-Chronik«.
2. Der Weg der Wünsche. Übersetzer: Jochen Schwarzer. Klett-Cotta Verlag, Stuttgart 2023, ISBN  978-3-608-98774-4. Ein Roman aus der Welt der »Königsmörder-Chronik«; zur Novelle erweiterte Neufassung der Kurzgeschichte „Der Blitzbaum“.

Kurzgeschichten
1. Der Blitzbaum. In: George R. R. Martin & Gardner Dozois (Hrsg.), Der Bruder des Königs: und 20 weitere Kurzromane. Übersetzer: Andreas Helweg und Andreas Kasprzak. Penhaligon Verlag, München 2016, ISBN  978-3-7645-3175-1.

### Hörbücher
Bisher sind drei Teile der Königsmörder-Chronik sowie Die Musik der Stille und Der Weg der Wünsche beim Hörverlag erschienen. Es handelt sich dabei um vollständige Lesungen der deutschen Bücher, gelesen von Stefan Kaminski, im Fall von Die Musik der Stille zusammen mit Yara Blümel.
1. Der Name des Windes (Die Königsmörder-Chronik 1), gelesen von Stefan Kaminski
2. Die Furcht des Weisen 1 (Die Königsmörder-Chronik 2.1), gelesen von Stefan Kaminski
3. Die Furcht des Weisen 2 (Die Königsmörder-Chronik 2.2), gelesen von Stefan Kaminski
4. Die Musik der Stille mp3-CD, gelesen von Yara Blümel und Stefan Kaminski
5. Der Weg der Wünsche, gelesen von Stefan Kaminski

### Computerspiele
- Torment: Tides of Numenera (als Autor, 2014)

## Auszeichnungen
- 2002 Writers of the Future.[13]
- 2007 Quill Book Award[4] in der Kategorie Science Fiction, Fantasy, Horror.
- 2007 Best Books of the Year[14] – Publishers Weekly in der Kategorie Science Fiction, Fantasy, Horror.
- 2007 Best Book of 2007[15] – FantasyLiterature.com.
- 2009 Deutscher Phantastik Preis für Der Name des Windes in der Kategorie „Bester internationaler Roman“.
- 2012 Deutscher Phantastik Preis für Die Furcht des Weisen in der Kategorie „Bester internationaler Roman“.